# Qaradağ Rayonu
Qaradağ Rayonu är en kommun i Azerbajdzjan.   Den ligger i distriktet Baku, i den östra delen av landet, 20 km väster om huvudstaden Baku.